# Jonas Lie (pisarz)
Jonas Lauritz Idemil Lie (ur. 6 listopada 1833 w Modum, zm. 5 lipca 1908 w Stavern) – norweski powieściopisarz, autor nowel i opowiadań. Pisał w języku bokmål. Przez wydawnictwo Gyldendal, a później także przez światowych krytyków, uznany za jednego z czterech najwybitniejszych pisarzy norweskich (wraz z Henrikiem Ibsenem, Bjørnstjerne Bjørnsonem i Alexandrem Kiellandem).
Kiedy Jonas miał pięć lat, cała rodzina przeniosła się do Tromsø. W tym mieście jego ojciec objął urząd sędziego. Lie podjął studia prawnicze na uniwersytecie w Christianii, gdzie poznał Ibsena i Bjørnsona. W roku 1859 przyjął posadę adwokata w Kongsvinger, wkrótce jednak wplątał  się w spekulacje handlem drzewnym, co skończyło się dla niego utratą majątku i koniecznością rezygnacji z adwokatury. Rok później poślubił kuzynkę Thomasinę (1833-1907), która zawsze wspierała go w pracach literackich. Małżonkowie blisko 30 lat mieszkali we Włoszech, w Niemczech i we Francji, gdzie utrzymywali żywy kontakt z norweską cyganerią, zwłaszcza z Knutem Hamsunem i Hansem Kinckiem. 
Odniósł sukces już swoją pierwszą powieścią Den Fremsynte eller Billeder fra Nordland, odznaczającą się pogłębioną analizą psychologiczną postaci i ukazującą piękno skandynawskiej przyrody. Za niekonwencjonalną uznano formę tego utworu, w którym wykorzystano dziennik, listy i zapiski młodego mężczyzny opublikowane po jego śmierci rzekomo przez przyjaciela. Dużym powodzeniem cieszyła się także marynistyczna powieść Tremasteren Fremtiden eller Liv Nordpaa oraz zbiór realistycznych opowiadań Fortællinger og Skildringer fra Norge. Tematyka morska pojawiła się również w  dziełach Lodsen og hans Hustru oraz Gaa Paa!.
Krytycy za wybitne osiągnięcie tego autora uważają przede wszystkim powieść Mieszkańcy Gilje, w której Lie przedstawił panoramę norweskich stosunków społecznych w połowie XIX wieku. Pisarza interesowała głównie sytuacja ówczesnych kobiet oraz kwestia ich osobistej wolności i samodzielności. Do tej problematyki powrócił także w powieści tendencyjnej Córki komandora, nawiązującej tytułem do dzieła Camilli Collett i krytykującej świat konwenansów, który niejednokrotnie przyczyniał się do tragedii młodych dziewczyn. Tematykę kobiecą poruszył z równą wyrazistością w Małżeństwie, będącym zapisem stopniowego obumierania domowego szczęścia pod wpływem monotonii codziennego życia.
Z czasem w pisarstwie Jonasa Lie zaczynają przeważać pierwiastki mistyczne i symboliczne, a ukazywana rzeczywistość nabiera cech idealistycznych i irracjonalnych. Jest to szczególnie wyraźne w dwóch zbiorach baśni Trold o nadprzyrodzonych istotach uosabiających wszelkie gwałtowne namiętności i niewytłumaczalne siły tkwiące w ludzkiej naturze. Lie uchodził również za znanego i cenionego poetę, opisującego piękno ojczystych stron. Jego synem był pisarz Erik Lie, wnukiem zaś Jonas Lie, szef norweskiego SS.

## Główne dzieła
- Den Fremsynte eller Billeder fra Nordland, 1870 (Jasnowidz, czyli obrazki z północnej Norwegii)
- Tremasteren Fremtiden eller Liv Nordpaa, 1872 (Trójmasztowiec Przyszłość lub życie na Północy)
- Fortællinger og Skildringer fra Norge, 1872 (Opowiadania i opisy z Norwegii)
- Lodsen og hans Hustru, 1874 (Pilot i jego żona)
- Thomas Ross, 1878
- Adam Schrader, 1879
- Gaa Paa!, 1882 (Naprzód!)
- Skazany na całe życie, 1883 (Livsslaven)
- Mieszkańcy Gilje, 1883 (Familien paa Gilje)
- Otchłań, 1884 (En Malstrøm)
- Otte Fortællinger, 1885 (Osiem opowiadań)
- Córki komandora, 1886 (Kommandørens Døtre)
- Małżeństwo, 1887 (Et Samliv)
- Majsa-Jons, 1888
- Złe moce, 1890 (Onde Magter)
- Trold, 1891 (Trolle)
- Nieszczęsna matka, 1893 (Niobe)
- O zachodzie, 1895 (Naar Sol gaar ned)
- Na manowcach, 1899 (Faste Forland)
- Naar Jerntæppet falder, 1901 (Kiedy zapada żelazna kurtyna)
- Ulwungowie, 1903 (Ulfvungerne)
- Østenfor Sol, vestenfor Maane og bagom Babylons Taarn!, 1905 (Na wschód od słońca, na zachód od księżyca i z tamtej strony wieży Babilonu!)